# Thiébauménil
Thiébauménil település Franciaországban, Meurthe-et-Moselle megyében. Lakosainak száma 383 fő (2022. január 1.). Thiébauménil Bénaménil, Laneuveville-aux-Bois, Manonviller, Marainviller, Moncel-lès-Lunéville és Saint-Clément községekkel határos.

## Népesség
A település népessége az elmúlt években az alábbi módon változott:
| Lakosok száma | 256  | 329  | 332  | 383  | 392  | 385  | 380  | 381  | 382  | 383  |
|               | 1968 | 1982 | 1990 | 2006 | 2013 | 2015 | 2017 | 2019 | 2020 | 2022 |